# Thinophilus amoenus
Thinophilus amoenus är en tvåvingeart som beskrevs av Octave Parent 1935. Thinophilus amoenus ingår i släktet Thinophilus och familjen styltflugor. Inga underarter finns listade i Catalogue of Life.